# Долина (Дніпровський район)
Доли́на — колишній населений пункт Дніпровського району Дніпропетровської області.

## Стислі відомості
Підпорядкування — Чумаківська сільська рада, Дніпровський район, Дніпропетровська область.
Населення за даними 1990 становить 120 осіб.
Приєднано до села Чумаки в 1995 році.
Примикало до сіл Чумаки й Карла Лібкнехта. Поруч пролягає автомобільна дорога Т-0405.